# Thalpophila paradoxa
Thalpophila paradoxa är en fjärilsart som beskrevs av Edward Alfred Cockayne 1952. Thalpophila paradoxa ingår i släktet Thalpophila och familjen nattflyn. Inga underarter finns listade i Catalogue of Life.